# Companhia das Manhãs
Companhia das Manhãs foi um programa das manhãs da SIC apresentado por Rita Ferro Rodrigues em parceria com Francisco Menezes, que se estreou  na apresentação televisiva. A estreia foi a 14 de setembro de 2009 substituindo o programa Fátima de Fátima Lopes.
Posteriormente, decorrente da gravidez, a apresentadora Rita Ferro Rodrigues foi substituída por Vanessa Oliveira e Francisco Menezes acaba por abandonar o formato e é substituído por Nuno Graciano.
A sua última emissão foi para o ar no dia 11 de Março de 2011 
tendo sido substituído pelo novo programa Querida Júlia.

## Audiências
Em seu primeiro ano, obteve 1,9% de audiência média e 19,6% de share. A melhor emissão foi transmitida a 5 de Janeiro de 2010, com 4,2 de audiência média e 24,8% de share. No entanto, acabou sendo encerrado pouco mais de um ano depois deste feito.